# Tekken (film)
Tekken è un film del 2009 diretto da Dwight H. Little, con la sceneggiatura basata sulla serie di videogiochi picchiaduro per console Tekken.
La regia è di Dwight H. Little, mentre i finanziamenti del film giungono dalle società Crystal Sky Pictures e GAGA Communications.

## Trama
Nell'anno 2039, dopo che una Guerra Mondiale ha distrutto gran parte della civiltà che conosciamo, i territori non vengono più gestiti da governi, ma da corporazioni. La più potente di queste è la Tekken, comandata da Heihachi Mishima, che controlla un enorme agglomerato urbano. In modo da poter contenere le masse, la Tekken sponsorizza un grande torneo, noto come Iron Fist, in cui i combattenti competono per la gloria suprema e per guadagnare ricchezza e celebrità.
Jin Kazama è un lottatore di Anvil, un quartiere periferico della città di Tekken, che decide di partecipare all'imminente torneo per vendicare la morte di sua madre, morta proprio sotto i suoi occhi. L'intento di Jin è quello di incontrare e uccidere Heihachi, presunto responsabile. Jin sconfigge il combattente Marshall Law in un combattimento in strada per ottenere il diritto di partecipare al torneo e assume Steve Fox come suo supervisore.
Giunto nella città di Tekken, Jin fa la conoscenza dei partecipanti e si invaghisce di Christie Monteiro, un'abilissima ragazza specializzata in molte arti marziali. Jin vince il suo primo match contro Miguel Caballero Rojo, ma arriva quasi ad ucciderlo. Più tardi quella stessa notte, dopo essere uscito furtivamente con Christie, viene attaccato dalle sorelle assassine Anna e Nina Williams, che agiscono su ordine di Kazuya Mishima, figlio di Heihachi. Kazuya ha scoperto infatti che Jin non è altro che suo figlio, nato da atto sessuale con Jun Kazama e crede che un giorno possa reclamare l'eredità dell'azienda. Jin sopravvive, grazie all'intervento di Christie, al prezzo di alcune ferite. Steve e Christie tentano di convincere Jin ad abbandonare il torneo, ma inutilmente. Nel frattempo, Kazuya ricatta il combattente Bryan Fury per uccidere Jin durante il torneo.
Durante i quarti di finale, Jin affronta il misterioso spadaccino Yoshimitsu. Heihachi, ritenendo lo scontro più adatto ad una semifinale, decide di modificare l'ordine dei partecipanti. Kazuya, non d'accordo con il genitore, lo fa arrestare e assume il controllo dell'azienda. Kazuya fa arrestare i partecipanti al torneo, spiegandogli che per tutto il torneo, gli incontri dovranno essere vinti fino alla morte. Jin riesce a fuggire aiutato da Raven, Christie, Steve e da suo nonno Heihachi e giunge ad Anvil.
Heihachi rivela a Jin che Kazuya violentò Jun e che fu lui a salvarla e a portarla in salvo fuori da Tekken city. Inoltre spiega che potrebbe succedergli come presidente della società per ristabilire l'ordine nel mondo. Heihachi affida a Jin la missione di riportare la pace e di sconfiggere suo padre, ma subito dopo, la Tekken Force giunge ad Anvil e provoca la morte di Steve. Kazuya, giunto anch'egli ad Anvil, ordina l'esecuzione di suo padre e cattura i restanti fuggitivi.
Jin è costretto ad affrontare Bryan in finale in quanto Kazuya tiene prigioniera Christie nella sala di controllo e minaccia di ucciderla. Dopo una sanguinosa battaglia, Jin trionfa, uccidendo il cyborg. Adirato, Kazuya decide di affrontare il figlio in una nuova finale. Inizialmente in svantaggio, Jin, grazie a Christie che è riuscita a liberarsi e a creare un diversivo, riesce a vincere suo padre, ma decide di risparmiarlo. Dopodiché fugge dall'arena accompagnato da una folla di tifosi, ignaro del destino che lo aspetta.

### Scena dopo i titoli di coda
Kazuya, dopo la sconfitta per mano di Jin, fugge dall'arena. La scena poi si sposta al momento dell'esecuzione di Heihachi. La guardia dell'esecuzione abbassa la sua pistola in segno di obbedienza lasciando in vita Heihachi che è pronto a riconquistare l'azienda e a vendicarsi del figlio.

## Produzione
L'adattamento cinematografico di Tekken, celebre picchiaduro nato nel 1994, è stato annunciato per la prima volta nel 2002, con regista e sceneggiatura confermata, ma non è mai arrivata nessuna conferma ufficiale.
Nel febbraio 2002, la Crystal Sky Pictures acquista i diritti di Tekken a 60000000 € per un possibile adattamento cinematografico futuro.
Nel 2002 alla regia era stato confermato Charles Stone per un possibile adattamento futuro. In seguito, il 21 dicembre 2009, la regia è stata affidata a Dwight H. Little, che ha già alle spalle diverse esperienze coi film di arti marziali come in Drago d'acciaio con Brandon Lee e Programmato per uccidere con Steven Seagal.
Secondo le prime fonti, Michael Colleary e Alan B. McElroy (Face/Off - Due facce di un assassino) scrissero una prima bozza del film già nel 2002: la trama sarebbe stata incentrata su due amici iscritti al torneo, che scoprivano il misterioso segreto nascosto dietro la Tekken Corporation.
In seguito Alan McElroy è stato assunto per riscrivere una sceneggiatura molto aderente al videogioco. Secondo Luke Goss, che nel film interpreta il pugile Steve Fox, i produttori vogliono che vengano trasferiti da gioco a film in maniera identica, visivamente e tutto il resto.
Kelly Wagner, direttrice del casting di Tekken, prese in considerazione Jean-Claude Van Damme per interpretare Jin Kazama. Il 21 gennaio 2008, Jon Foo ha iniziato le trattative per interpretare Jin Kazama. Contemporaneamente iniziano a circolare alcune indiscrezioni riguardanti le partecipazioni di altri attori per ruoli sconosciuti. In seguito Jon Foo è stato confermato nei panni di Jin e Luke Goss in quelli di Steve Fox.
Gli altri attori sono Ian Anthony Dale (Kazuya Mishima), Cary-Hiroyuki Tagawa (Heihachi Mishima), Kelly Overton (Christie Monteiro), Cung Le (Marshall Law), Gary Daniels (Bryan Fury), Candice Hillebrand (Nina Williams), Marian Zapico (Anna Williams), Darrin Henson (Raven), Lateef Crowder (Eddy Gordo), Tamlyn Tomita (Jun Kazama), Gary Ray Stearns (Yoshimitsu), Anton Kasabov (Sergei Dragunov), Roger Huerta (Miguel Caballero Rojo) e Mircea Monroe (Kara).

## Promozione
(Slogan del film)

## Distribuzione
Secondo le prime fonti, il film sarebbe stato distribuito nel 2009. A causa dei successivi ritardi, le riprese sono iniziate a febbraio. Il primo teaser poster è uscito il 2 novembre 2007, molto prima di chiarimenti riguardanti la sceneggiatura e la trama del film. Il 4 novembre 2009 i produttori del film, durante l'American Film Market, hanno mostrato il primo artwork ufficiale del film, raffigurante Jin in primo piano.
Il primo trailer ufficiale è uscito il 14 gennaio 2010. Invece il primo trailer italiano ufficiale è stato pubblicato da M2 Pictures Italia il 5 luglio 2011.
Il film è stato presentato in anteprima al Mann Criterion Theatre a Santa Monica il 5 novembre 2009. Il 20 marzo 2010, il film è stato pubblicato in Giappone attraverso la Warner Bros.. Il film è uscito il 27 luglio 2010 a Singapore e il 4 agosto 2010 nelle Filippine. Una settimana prima della première nelle Filippine, Jon Foo ha visitato Manila per promuovere il film Il film è stato distribuito negli Stati Uniti nel 2011 attraverso la Anchor Bay Films.
Il film è stato pubblicato in DVD e in Blu-ray in Giappone l'11 agosto 2010. Nel Regno Unito, Optimum Releasing distribuirà il film il 1º settembre 2010. Tuttavia, HMV.com afferma che la data di uscita del DVD è prevista per il 27 giugno 2011. Anchor Bay Entertainment gestirà la distribuzione home video del film negli Stati Uniti nel 2011, dopo il suo rilascio al cinema. Per quanto riguarda la distribuzione italiana, ad opera di M2, il film è uscito nei cinema il 5 agosto 2011.

## Accoglienza
Katsuhiro Harada, dello staff del videogioco, definì il live action "orrendo" sul suo account di Twitter, contestando inoltre di aver avuta negata la supervisione del film.
La critica del grande pubblico è stata inoltre inflessibile nei confronti del film. I fan della serie hanno accusato una scarsa corrispondenza con la trama originale del videogioco.

### Incassi
Il film uscì inizialmente a Singapore e nelle Filippine, incassando 967,369 dollari, secondo quanto riportato dal sito Box Office Mojo.
Con un costo di produzione di 35 milioni di dollari, globalmente il film ha incassato 1,696,665 dollari. Con una perdita che si aggira al 95,15%, Tekken si unisce alla lista dei film flop con maggiori perdite al mondo.

## Prequel
La Crystal Sky ha fatto seguito alla lavorazione sulla saga facendo uscire nel 2014 un prequel, Tekken 2: Kazuya's Revenge, che, secondo l'amministratore delegato Steven Paul, dovrebbe far "parte di un franchise di più film".

## Citazioni
- Dopo aver ordinato di uccidere Heihachi, avviene un'esplosione e Kazuya dice nella versione originale Heihachi Mishima is dead, proprio come Raven nell'intro di Tekken 5.
- Il rapporto tra Kazuya e le due sorelle Williams ricorda molto quello che Lee Chaolan aveva con Anna in Tekken - The Animation.
- La G-Corporation, società appartenente a Kazuya nel videogioco, viene nominata all'inizio del film come società da cui proviene Raven.
- La scena finale di Jin salutato dagli uomini della Tekken Force ricorda molto il finale del personaggio in Tekken 5.
- Durante lo scontro tra Jin Kazama e Marshall Law il cronista cita il personaggio di Paul Phoenix dicendo che nel torneo precedente Marshall lo ha battuto in 28 secondi.

## Differenze
- Kazuya non possiede la barba nel videogioco, al contrario del film.
- La Tekken Force nel film è stata ribattezzata Jack, il nome è ispirato al personaggio del videogame Jack
- Yoshimitsu nel film lavora per Kazuya mentre nel gioco è un ladro di strada che ruba per aiutare le persone bisognose.
- La città di Tekken City non esiste nei videogame, inoltre nei giochi il torneo si svolge in più parti del mondo mentre nel film è ambientato negli Stati Uniti d'America.
- La Mishima Zaibatsu non viene menzionata nel film, poiché la corporazione di Heihachi si chiama "Tekken".
- I combattenti del torneo sono rappresentanti di una specifica azienda nel film.
- La cicatrice di Kazuya non appare nel film, in quanto in questa versione il personaggio non è stato mai gettato dal dirupo da bambino. Tuttavia, durante lo scontro con il figlio Jin, il giovane Kazama gli procura una profonda cicatrice.
- Christie Monteiro nel film pratica uno stile che non è la Capoeira ed ha una relazione con Jin, e inoltre non conosce Eddy Gordo, che nel videogioco invece è il suo maestro e successivamente anche fidanzato.
- Nel film Bryan Fury pratica il Kenpō, mentre nel videogioco le mosse di Bryan sono di kickboxing e il Kenpo lo praticano Feng Wei e Michelle Chang (non presenti nella pellicola).
- Nel videogame Jin partecipa al torneo con lo scopo di uccidere Ogre, il dio della lotta e colpevole della morte della madre Jun Kazama e non Heihachi come nel film.
- Kazuya non rimane nell'ombra del padre perché per 20 anni è dovuto risalire dal burrone in cui era stato gettato da Heihachi. Nel film invece è il suo braccio destro.
- Jin è già a conoscenza che suo padre è Kazuya Mishima come che suo nonno è Heihachi Mishima, che lo addestra, nella serie, nel film Jun gli dice che suo padre è morto.
- Anna e Nina Williams sono alleate di Kazuya, mentre nel videogioco solo Anna (a partire da Tekken 6) è alleata di Kazuya, mentre Nina di Jin. Inoltre, a differenza della serie, Anna e Nina non sono nemiche.
- Steve Fox, che dovrebbe avere l'età di Jin Kazama, nel film è invece molto più vecchio ed è un coetaneo di Jun Kazama.
- Nel film Nina e Steve non sanno di essere rispettivamente madre e figlio.
- Non viene menzionato il gene del diavolo essenziale in ogni trama dei videogiochi di Tekken, né tantomeno Jin o Kazuya si possono trasformare in demoni, poiché Kazuya, non essendo stato gettato in un burrone dal padre, non fa un patto con il diavolo.
- Miguel e Jin non sono nemici ma semplicemente normali avversari in quanto Jin, non essendo mai stato il leader della Mishima Zaibatsu, non ha mai ucciso la sorella di Miguel.
- Nel videogame Bryan non ha mai vinto un torneo.
- Durante l'opera cinematografica Heihachi confessa a Jin che sua madre Jun è rimasta incinta dopo che Kazuya ha abusato di lei dopo un torneo, mentre nel videogioco Jin nasce dopo una relazione avuta da Jun e Kazuya dopo il secondo torneo del "Pugno di ferro".
- Marshall Law, nel film, fa parte della Tekken e combatte per essa, mentre nel videogioco lotta per mantenere il proprio dojo e il proprio ristorante con le vincite dei tornei.